# Godło Ludowo-Demokratycznej Republiki Jemenu

Godło Jemenu Południowego (1967–1970)

Godło Jemenu Południowego (1970–1990)

Godło Ludowo-Demokratycznej Republiki Jemenu – godło państwa istniejącego w latach 1967–1990 na Półwyspie Arabskim.

## Opis
Godło przedstawia orła Saladyna, bohatera arabsko-muzułmańskiego z czasów wojen krzyżowych. Na piersiach orła znajduje się tarcza z flagą Jemenu Południowego przedstawiającą barwy panarabskie (pionowe pasy czerwony-biały-czarny) oraz niebieski trójkąt z czerwoną gwiazdą. Orzeł stoi na piedestale.